# Fallenberggroeve

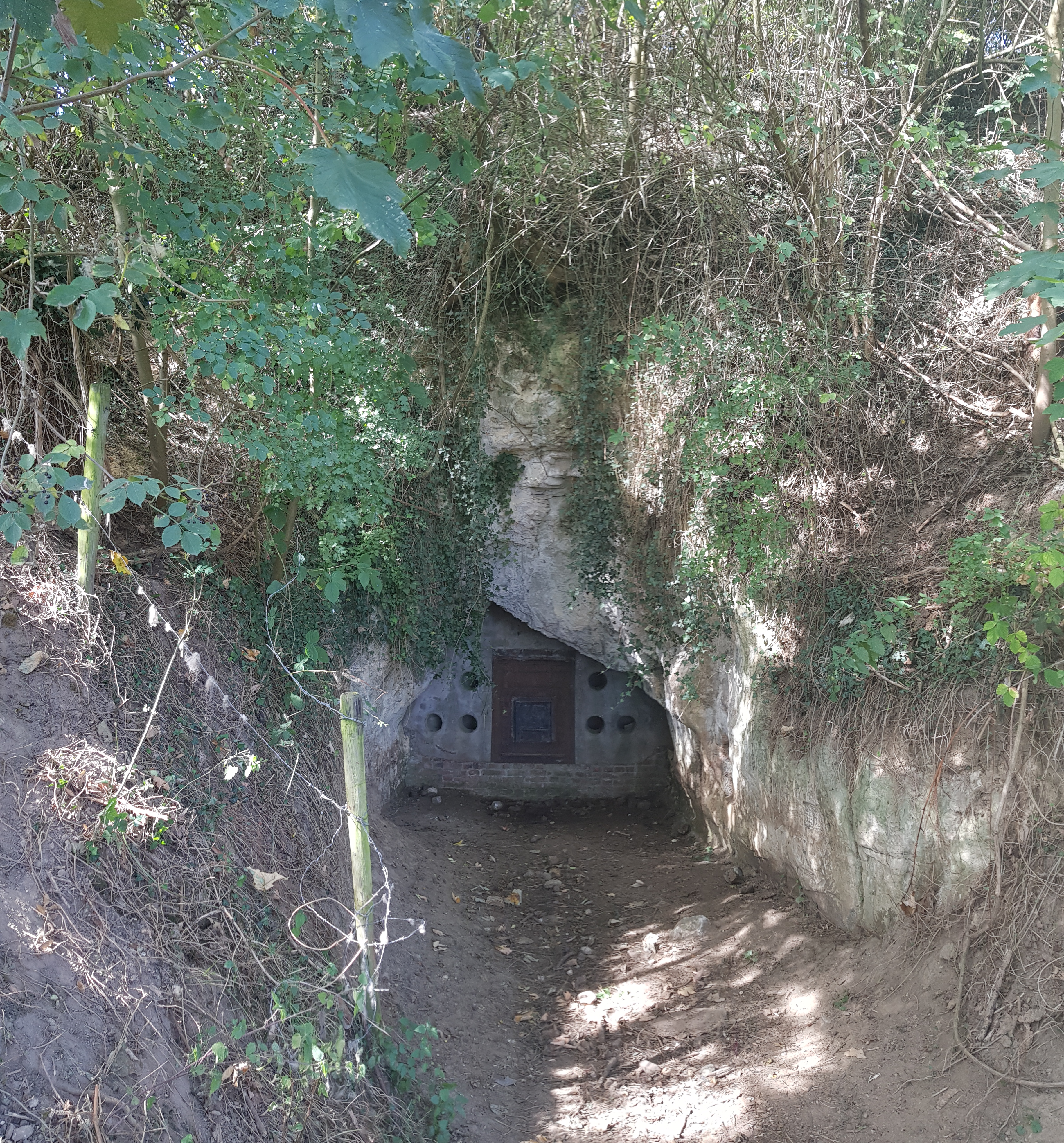
ingang van de Fallenberggroeve

De Fallenberggroeve is een voormalige Limburgse mergelgroeve in Nederlands Zuid-Limburg in de gemeente Maastricht. De groeve ligt in de westelijke dalwand van het Jekerdal en op de oostelijke helling van de Cannerberg. De groeve ligt aan de noordrand van het Cannerbos aan de Zeenendaalweg.
Op ongeveer 500 meter naar het noorden ligt de Apostelgroeve en op ongeveer 250 meter naar het zuiden ligt de ingang van de groeve Jezuïetenberg.

## Geschiedenis
De Gemeendeberg was oorspronkelijk een publieke mergelgroeve ('gemeend' betekent hier 'van de gemeenschap'; zie ook: gemene gronden). Deze veranderde in de achttiende en negentiende eeuw geleidelijk van naam: Gemeendeberg werd Veldberg en vervolgens Fallenberg.
Tussen 1704 en 1880 werd er door blokbrekers in de Fallenberggroeve kalksteen gewonnen voor de vervaardiging van mergelblokken. Het is niet duidelijk of de groeve was uitgeput of dat men de exploitatie om andere redenen heeft gestaakt. Rond 1880 kwam de verlaten groeve in bezit van de Maastrichtse jezuïeten, die toen in deze omgeving het nog bestaande landhuis "Campagne" lieten bouwen, dat diende ter ontspanning van de in de stad in opleiding zijnde priesterstudenten. Een deel van de groeve werd in de loop der jaren door studenten gedecoreerd. Dit deel van de Fallenberg heet nu Jezuïetenberg.
In november 2000 werd de ingang van de Fallenberggroeve permanent afgesloten vanwege de zeer grote instabiliteit van de groeve. Sindsdien is de groeve enkel nog te betreden via de Jezuïetenberg, maar dat kan vanwege het instortingsgevaar alleen bij extreem hoge uitzondering.

### Legende
De groeve is bekend om een verhaal waarin verteld wordt over een adellijke dame die samen met haar gezelschap bestaande uit haar twee kinderen, een gouvernante en de koetsier, en met koets en paarden en al in de groeve ging schuilen toen er zwaar onweer overkwam. Toen zij in de groeve waren stortte de groeve echter in en is er nooit meer iets van ze teruggevonden.

## Groeve
De Fallenberggroeve is onderdeel van een groter gangenstelsel en is zo verbonden met het gangenstelsel van de Jezuïetenberg dat in de Fallenberggroeve is aangelegd. Door instortingen is het grote stelsel onder de Cannerberg opgedeeld in verschillende gedeeltes, waarvan de Fallenberggroeve er een van is. De Fallenberggroeve heeft een oppervlakte van ongeveer 0,42 hectare met een ganglengte van 814 meter. De groeve heeft op bepaalde plaatsen drie verdiepingen.
De ingang van de groeve is afgesloten, maar zodanig dat vleermuizen de groeve wel kunnen gebruiken als verblijfplaats.
De beheerder van de groeve is de Stichting ir. D.C. van Schaïk.